# Harald Rose (Diplomat)
Harald Rose (* 4. Mai 1927 in Dannheim, Thüringen; † 5. Januar 2020 ebenda) war ein Diplomat der Deutschen Demokratischen Republik.

## Leben
Nach dem Besuch der Volksschule wurde Rose Landarbeiter. Am 24. Februar 1944 beantragte er die Aufnahme in die NSDAP und wurde zum 20. April desselben Jahres aufgenommen (Mitgliedsnummer 9.951.372). Sein Abitur erwarb er an einer Arbeiter-und-Bauern-Fakultät. Danach studierte er Rechtswissenschaften und promovierte 1964 zum Dr. jur. Von 1954 bis 1960 arbeitete er im Ministerium für Auswärtige Angelegenheiten der DDR (MfAA) als Mitarbeiter in der Abteilung Rechts- und Vertragswesen. Von 1960 bis 1963 delegierte man ihn als Dozenten an die Deutsche Akademie für Staats- und Rechtswissenschaft in Potsdam-Babelsberg. Von 1965 bis 1968 war er Ständiger Beobachter der DDR bei der Wirtschaftskommission für Europa (ECE) in Genf, anschließend arbeitete Rose als wissenschaftlicher Mitarbeiter der Abteilung Grundsatzfragen im MfAA und leitete von 1971 bis 1982 die Abteilung Internationale Organisationen im MfAA. Von 1982 bis 1987 war er Leiter der Ständigen Vertretung der DDR bei der UNO und anderen Internationalen Organisationen in Genf und zugleich ab 1983 Botschafter beim Genfer Abrüstungsausschuss. Von 1988 bis 1990 leitete er die UNO-Abteilung des MfAA.
Rose war Mitglied der SED. Er starb am 5. Januar 2020 in seinem Geburtsort Dannheim.

## Auszeichnungen
- Vaterländischer Verdienstorden in Bronze (1971) und in Silber (1977)
- Stern der Völkerfreundschaft in Silber (1985)
- Banner der Arbeit (1987)
- Verdienstmedaille der DDR